# Orixa japonica
Orixa japonica är en vinruteväxtart som beskrevs av Carl Peter Thunberg. Orixa japonica ingår i släktet Orixa och familjen vinruteväxter. Inga underarter finns listade i Catalogue of Life.